# Bernardo Gomes
Bernardo Martim Aguiar Gomes (Funchal, Madeira, 14 de abril de 2004) conocido como Bernardo Gomes, es un futbolista portugués que juega como centrocampista en el C. S. Marítimo de la Segunda División de Portugal.

## Selección nacional
Gomes fue convocado para representar a la selección de fútbol sub-18 de Portugal dirigido por Emílio Peixe en un par de amistosos en febrero de 2022. Debutó con Portugal en la victoria por 0-2 ante Noruega.